# Tim Cornell
Tim J. Cornell (nacido en 1946) es un historiador británico especializado en la Antigua Roma. Actualmente es profesor emérito de Historia Antigua de la Universidad de Mánchester, tras haberse jubilado en 2011.
Cornell recibió su licenciatura con honores en Historia Antigua del University College de Londres (1968) y su doctorado en Historia en la Universidad de Londres (1972). Fue estudiante de Arnaldo Momigliano y escribió una tesis doctoral titulada «Los Orígenes de Catón y la tradición no romana histórica de la antigua Italia». Fue profesor ayudante en el Christ's College
de Cambridge (1973-75), asistente del director en el British School at Rome (1975-77), y conferenciante y profesor titular de Historia Antigua de la Universidad College de Londres (1978-88, 1988-95).
Entre 1995 y 2011 fue profesor de Historia Antigua en la Universidad de Mánchester, aparte de un breve período como director del Instituto de Estudios Clásicos en la Escuela de Estudios Avanzados de la Universidad de Londres (2004-2006). Después de su jubilación en 2011, Cornell fue nombrado profesor emérito de Historia Antigua de la Universidad de Mánchester.

## Obras
- 'Aeneas and the Twins: the development of the Roman foundation legend' in Proceedings of the Cambridge Philological Society n.s. 21 (1975), 1-32
- 'Rome and Latium Vetus, 1974-79', Archaeological Reports 26 (1980), 71-89
- (With J.F. Matthews) Atlas of the Roman World (Oxford: Phaidon; New York: Facts on File, 1982)
- 'Rome and Latium Vetus, 1980-85', in Archaeological Reports 32 (1986), 123-33
- 'Rome and Latium to 390 BC', in The Cambridge Ancient History, 2nd ed., vol. VII.2 (Cambridge: CUP 1989), ch. 6, pp. 243–308; 'The Recovery of Rome', ibid., ch. 7, pp. 309–350; 'The Conquest of Italy', ibid. ch. 8, pp. 351–419
- Translator and Joint editor (with G.W. Bowersock): Studies on Modern Scholarship, by A. Momigliano (Berkeley, 1994).
- The Beginnings of Rome: Italy and Rome from the Bronze Age to the Punic Wars, c. 1000 - 264 BC (London: Routledge, 1995).
- Editor (with Boris Rankov and Philip Sabin): The Second Punic War: A Reappraisal (London: Institute of Classical Studies, 1996)
- General Editor: The Fragments of the Roman Historians, vols. I-III (Oxford: Oxford University Press, 2013)